# オイルシェール

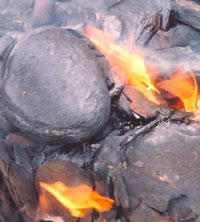
燃焼するオイルシェール

オイルシェール（英: oil shale）、油母頁岩（ゆぼけつがん）、油質頁岩(ゆしつけつがん)、油頁岩（ゆけつがん）とは、油母 (ケロジェン) を多く含む岩石である。これらを化学処理して液状もしくはガス状炭化水素とすることができる。
頁岩（シェール）以外にも油母を含む岩石があり、これもオイルシェールに含める場合がある。また、油母は多くの場合複雑な有機化合物であり、固体状であるので、これを液状や気体に変えるには工業的な処理が必要である。そのため「オイルシェール（油分を含む頁岩）」、「シェールガス（頁岩由来ガス）」という用語は指し示す範囲が広く、この語を扱う場合にはそれが何を指しているのか十分に注意する必要がある。
オイルシェールはアメリカ合衆国を始めとして世界各地に埋蔵されている。世界的には2兆8000億～3兆3000億バレル(450×109 から 520×109 m3)が埋蔵されていると言われている。
油母を熱分解することで、合成石油にすることができる。すなわちオイルシェールを加熱すると、油の蒸気や可燃性のガス（オイルシェールガス。シェールガスとは異なる）が発生するので、これを回収して使用する。オイルシェールを発電や暖房目的で直接燃やすこともあり、化学産業の原料として使うこともある。
オイルシェールは石油の代替エネルギーとなりうる。
オイルシェールの採掘と処理は、土地利用、廃棄物処理、水利用、水質汚染、大気汚染などの環境問題を引き起こす可能性がある 。オイルシェールの工業的利用は、エストニア、中華人民共和国、ブラジルで盛んであり、ドイツ、イスラエル、ロシアでも実施されている。

## 地質学的性質

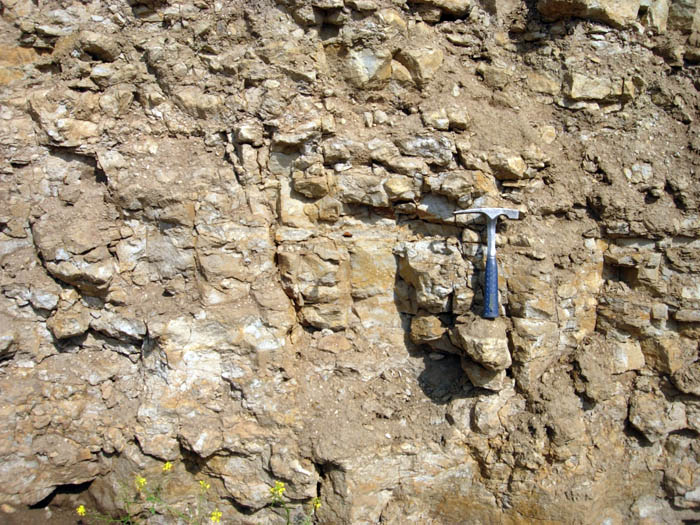
オルドビス紀のオイルシェール（kukersite）の層、エストニア北部

オイルシェールは腐泥岩(en:sapropel)の一種であり、有機物を多く含む堆積岩である。オイルサンドが油分を含むのに対し、オイルシェールに含まれる油母は地中での加熱や加圧が不十分なため、油分にまで分解していない。また、石炭に比べると有機物の含有率が低い。
商業的に取引されているオイルシェールに含まれている有機物と無機物の比率は、0.75:5から1.5:5（つまり有機物の割合が13%から23%）である。また、原油中の有機物に含まれる水素原子は炭素原子の4～5倍あるのに対し、オイルシェール中の有機物の水素原子と炭素原子の比率は同じぐらいである。
なお、オイルシェールに厳密な地質学的定義は無い。そのため、オイルシェールという名で呼ばれていても、油分の含有量、化学組成、年代、油母の種類、堆積年数にはかなりの差がある。オイルシェールの鉱床の境は必ずしも明確ではなく、含まれている有機物の種類も一定でない場合が多い。例えばスコットランドのオイルシェールは、有機物を多く含む層と、あまり含まない層とが入り混じっている。経験則であるが、良質のオイルシェールはチョコレートのような茶色をしており、ハンマーで叩いた時に木のような音がする。油母は古代のさまざまな生物が変質したものである。例えば、藻、胞子、花粉、植物の表皮、草木のコルク質、水生生物の堆積物などである。化石を含む鉱床もある。ドイツのメッセル採掘場はユネスコの世界遺産に登録されているほどである。オイルシェールに含まれる鉱物は、微粒子ケイ酸塩や炭酸塩が多い。
オイルシェールに含まれる鉱物組成により炭酸塩質頁岩 (carbonate-rich shales)、珪酸質頁岩 (siliceous shales)、燭炭質頁岩 (cannel shales)と分類する者もいる。含まれる油母の種類で分類する方法もあり、含有有機物の水素、炭素、酸素の比率で分けた図はKrevelen図と呼ばれる。
最もよく使われるオイルシェールの分類法は、ウロンゴン大学のAdrian C. Huttonが1987～1991年に開発したものであり、この方法は油母の元となった生物の堆積場所（湖、海など）とその生物量に基づいている。Huttonの分類法は、抽出される油の種類と量を推定するのに便利である。

## 埋蔵量
オイルシェールに含まれる有機物は淡水湖の藻類が多いとされている。そのため、油田地帯よりも炭田地帯に多く産する。

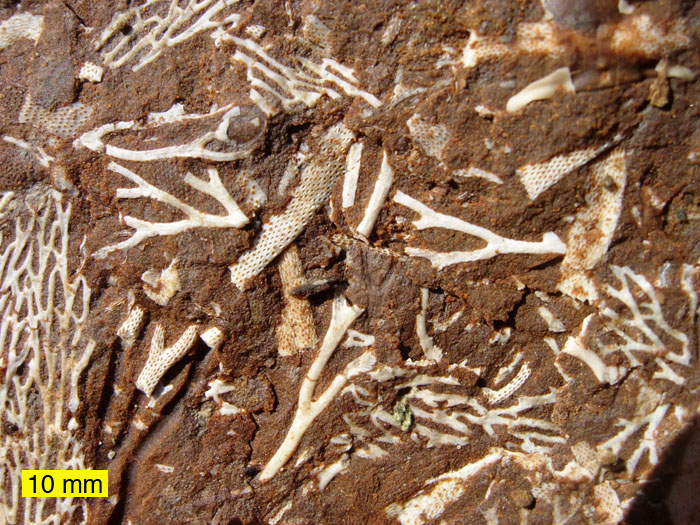
オイルシェールに含まれる化石（エストニア北部のオルドビス紀オイルシェール）

一部の評論家やアメリカ地質調査所は、オイルシェールの資源量 (resources) と埋蔵量 (reserves) とを区別している。「資源量」は埋蔵されるすべてのオイルシェール、「埋蔵量」はそのうち現在の技術で油分を抽出可能なオイルシェールと定義されている。抽出技術は年々進歩しているため、オイルシェールから抽出できる油の量はあくまでも推定でしかない。オイルシェールは多くの国に埋蔵されているが、そのうち商業利用可能な規模のものを有するのは33か国に留まっている。調査が十分行われているのがアメリカ合衆国西部のグリーンリバー鉱床、オーストラリアのクイーンズランド鉱床、スウェーデン、エストニアの鉱脈、ヨルダンのEl-Lajjun鉱床、フランス、ドイツ、ブラジル、中国、ロシアの鉱脈である。これらの鉱床から得られるオイルシェール１トンにつき、40リットルのシェール油が取れると予想されている。
2005年の全世界のオイルシェールの推定埋蔵量は、2兆8000億～3兆3000億バレル（520km3）である。これは、2007年1月1日現在、1.317兆バレル (209.4×109 m3)
といわれている原油埋蔵量を上回る。世界最大の埋蔵量を誇るのはアメリカ合衆国のコロラド、ユタ、ワイオミングにわたって存在するグリーンリバー層である。この地域の約70%は合衆国政府の所有または管理の土地である。アメリカ合衆国内の埋蔵量は世界の62%に相当し、これにロシアとブラジルを加えると86%に達する。ただしこれは暫定値であり、まだ発見されていない、あるいは十分に調査されていないオイルシェールの鉱床が存在する可能性もある。

## 歴史

エストニア（エストニア鉱床）、ロシア（レニングラード、Kashpir鉱床）、イギリス（スコットランド、ロージア
ン鉱床)、ブラジル（Irat層）、中国（茂名及び撫順鉱床）、ドイツ（Dotternhausen鉱床）の1880年から2000年までのオイルシェール生産量

人類は先史時代からオイルシェールをそのまま燃やせる燃料として使用してきた。また、鉄器時代のイギリスでは、オイルシェールを研磨して装飾具としても使用していた。
近代になっての利用は、1837年、フランスのオータンで始まり、それに続いてスコットランド、ドイツなどの数ヶ国でも行われた。19世紀には、もっぱらケロシン（灯油）、ランプオイル、ロウソクの生産に使われた。その時代背景として、産業革命により照明の需要が上がっていたことが挙げられる。それ以外に、燃料、潤滑油、硫酸アンモニウムの原料にもなった。オイルシェールは手軽に使えることもあって、第一次世界大戦前には大いに利用されたが、その後は自動車の大量生産に伴って、ガソリンに移行していった。
中国の撫順には石炭層の上に大量にあり、満鉄時代に利用され、いまでも継続して利用されている。
第二次世界大戦後にも、エストニアと中国ではオイルシェールの利用が続けられた。しかし、オイルシェールの処理費用が高く、石油が安く入手できることから、大半の国では利用を断念した。1973年の第一次オイルショックの際に、オイルシェールの生産量は4600万トンのピークに達するが、1980年代以降は石油との競合により減少し、2000年の生産量は1600万トンに留まった。1982年5月2日、エクソンはコロラド州Parachute近郊に計画された
50億米ドルのオイルシェール村プロジェクトの中止を発表し、2,000人以上の従業員を解雇した。その影響で周辺の中小企業の多くが倒産し、個人の破産も相次いだ。この事件は当時「黒い日曜日 (Black Sunday)」と呼ばれた。アメリカ合衆国議会も1944年から続けられていた「合成液体燃料プログラム(Synthetic Liquid Fuels Program)」の廃止を支持した。
オイルシェール産業は、1990年代半ばに世界各地で復活した。2003年にはアメリカ合衆国でオイルシェール開発プログラムが再開された。2005年のEnergy Policy法 (en:Energy Policy Act of 2005) により、オイルシェールやタールサンドから液体燃料を抽出する計画に対して、資金を貸与することが決められた。

## 工業
2008年現在、オイルシェールを工業的に利用しているのは、ブラジル、中国、エストニアが中心で、そのほかにドイツ、イスラエル、ロシアでも若干利用されている。この他の国でも、埋蔵量を調べたり、実験プラントを作ったりしている国もある。エストニア、ブラジル、中国では鉱物油を取るのに使われている。エストニア、中国、イスラエル、ドイツでは発電に使われている。エストニア、ドイツ、中国ではセメントの原料として使われている。中国、エストニア、ロシアでは化学工業に使われている。2005年には、エストニアは全世界の70%のオイルシェールを生産している。
ルーマニアとロシアでは、かつてオイルシェールを燃やして発電をしていたが、現在はその設備を廃止したか、あるいは天然ガスに置き換えられた。ヨルダンとエジプトはオイルシェールを使った発電所を建設予定であり、カナダとトルコはオイルシェールを石炭に混ぜて燃やして発電に使っている。オイルシェールを発電の主燃料としているのはエストニアだけであり、ナルヴァ発電所群という大規模なオイルシェール発電所が存在する。2005年時点では総発電量の約95%がオイルシェールによるものである。

## 抽出技術
オイルシェールを活用するには、多くの場合、採掘、輸送の後、燃やして発電に使うか、もっと複雑な処理をほどこして使用する。最もよく使われる採掘法は露天掘りであり、中でもオープンピット採掘法やストリップ採掘法を使うことが多い。この方法は、埋蔵位置が地表近く、表土を取り除けば採掘できるような鉱床で有用である。また、地下採掘 (en:Underground mining) する場合にはroom-and-pillar法が使われることが多い。
オイルシェールは地表近くにあるものの方が有用であることが多いが、新しい技術を使えばそれよりも地下に埋まっているものも活用することができる。いずれの層のオイルシェールも、含有する油母を熱分解して合成原油とオイルシェールガスに変性させる。現在行われているほとんどの方法では、酸素が無い条件で450℃から500℃に加熱して、ガス、液状油、固体残量物に分解させる。分解そのものは300℃以上で始まるが、実用的な速度となるにはもう少し高温である必要がある。
鉱床で採掘しながらオイルシェールを加熱することも多い。こうすることでより深くに埋蔵されているオイルシェールを採掘できるので、油の採取量も多くなる。この「地中で加熱する」ということに関しては、数社が特許を取得している。ただし、これらはまだ実験段階のものが多い。これらの方法は「その場(in-situ)で処理する」ということから、true in-situプロセス（TIS、まさしくその場で）、modified in-situプロセス（MIS、改良を加えた「その場で」）の2つに分類できる。TISは岩石を採掘する必要さえなく、油として回収することができる手法である。MISはシャフト式の器具で頁岩に孔を空け、その中から強熱して油を取り出す方法である。
オイルシェールから油を抽出する方法について、何百もの特許が出願されている。しかし、実際に試されたのはそのうち20～30だけである。さらに、2006年に商利用されているのは4つだけである。Kiviter、Galoter、Fushun、Petrosix(en:Petrosix)である。

## 利用法
オイルシェールは火力発電所の燃料として使用される。使い方は石炭と同じで、燃やした熱で蒸気タービンを回すというものである。その余熱をコジェネレーションや地域熱供給に利用することもある。エストニアにはかなり大規模なオイルシェール発電所(en:Fossil fuel power plant)があり、2,967メガワットの能力を有する。その他、イスラエル（12.5MW）、中国（12MW）とドイツ（9.9MW）の発電所がある。
燃料以外に、オイルシェールは特殊な炭素繊維、活性炭、カーボンブラック、フェノール類、樹脂、接着剤、タンニン、ニス、アスファルト、セメント、レンガ、建築・装飾ブロック、土壌改質剤、肥料、ロックウール断熱材、ガラス工業、製薬にも使われる。ただし、これらの用途に使われるオイルシェールの量は、わずかである。さらには副産物として、硫黄、アンモニア、アルミナ、炭酸ナトリウム、ウラン、炭酸水素ナトリウムが得られる。1946～1952年、エストニアのシッラマエ (en:Sillamäe) のDictyonema頁岩がウランの製造に使われた。また、1950～1989年、スウェーデンのミョウバン頁岩が同じ目的に使われた。また、天然ガスの代わりとしても期待されているが、2008年現在では、オイルシェールガスを採算が合うように作ることは不可能である。
オイルシェールから得られた油（シェール油）が原油の代わりとして何にでも使えるというわけではない。シェール油はオレフィンを多く含み、粘度が高く、酸素原子、窒素原子の含有率が高い。シェール油に含まれる硫黄は9.5重量パーセントであるのに対し、テキサス産の原油「ウェスト・テキサス・インターミディエイト」に含まれる硫黄は0.42%にすぎない。油に含まれる不純物が多いため、精製しなければ使えない。シェール油にはガソリンとして使える成分が少なく、中間留分であるケロシン、ジェット燃料、ディーゼル燃料などが取れるだけである。もっとも、近年はこれら中間留分に対する世界的な需要も増している。

## 採算性
20世紀前半、原油の工業への利用が発展した。以後、オイルシェールの利用は、その産地など、原油等と比べて費用が安く済む場合に限られていた。
アメリカのシンクタンク、ランド研究所の調査によると、2005年のシェール油１バレルの製造コストは、採掘、蒸留、精製を含めて70～95米ドル（440～600ドル/m3）の間にある。この値は油母の品質や抽出率でも変わる。事業で採算が取れるようにするには、原油価格がこれよりも上がる必要がある。製造工程を一貫化することで、製造コストが原油価格を下回るという予想もある。この予想によると、生産量が5億バレル（79×106 m3）を超えた時点で、生産コストは35～70%削減するとされている。生産量が1日2万5000バレル（4.0×103 m3/d）ずつ毎年増えていったら、12年以内に1バレルあたり$35–48($220–300/m3) にまで価格が下がると予想されている。さらに10億バレル（4.0×103 m3/d）を超えると、1バレルあたり30–40ドル($190–250/m3)にまで価格が下がる。アメリカのオイルシェール産業を、オイルサンド産業と比較すると、アルバータタールサンド(en:Athabasca Oil Sands)が2007年後半には1日100万バレル以上の原油を産出したのに対し、アメリカでオイルシェール産業を始めるには技術的にも経済的にも難しいと説明されている。
ロイヤル・ダッチ・シェルは、コロラドにおいて地中でシェール油を抽出する技術によって1バレル30ドル（190ドル/m3）を達成し、さらに一貫生産に切り替えれば1バレルが20ドルを割り込むと発表している。
オイルシェールを効果的に利用するため、いくつかの共熱分解（co-pyrolysis、いくつかの成分を混ぜて熱分解させる）プロセスが提案され、テストされている。
一部の評論家は、シェール油の生産に必要なコストは、石炭の液化よりも高く付き、環境への影響もより大きいと主張している。
1972年、雑誌Pétrole Informations (ISSN 0755-561X) は、オイルシェール１トンから取れるシェール油がわずか150リットルであるのに対し、1トンの石炭から取れる油は650リットルであることに注意せよ、と解説している
エネルギー源としてのオイルシェールを利用するための分岐点は、シェール油を採取するのに必要なエネルギーと、採取されたシェール油から得られるエネルギーの比率にある。その比率はEROEI（en、Energy Returned on Energy Invested、エネルギー回収率、1を下回るとエネルギー的にも損になる）として知られている。1984年の研究は、各地のオイルシェールについて0.7～13.3であると推定している。
ロイヤル・ダッチ・シェルは、オイルシェールを地中で処理するプロジェクト（en:Mahogany Research Project）で、EROEIが3～4になると報告している。
付け加えると、オイルシェール工業においては大量の水を消費する。水不足の新たな原因となる可能性も考えられる。

## 環境問題
オイルシェール、とりわけ坑道を使わず露天掘りする場合、環境に悪影響を及ぼす。急な採掘をしたり、地中で燃焼を行うことによって、有害物質（とりわけ重金属）を含んだ廃水が発生し、河川や地下水を汚染する。また、侵食、硫黄性ガス、粉塵による大気汚染も発生する。2002年のエストニアでは、大気汚染の97%、水質汚染の23%、汚染全体の86%が発電所から発生したものであり、それらの発電所は主な燃料としてオイルシェール、オイルシェールガスを使っていた。
有害物質を含んだ排水は地中深い油井に破棄されている。地質学上、地質断層に液体を注入すれば巨大な岩の塊の潤滑材となり、岩塊同士のずれを引き起こすとされている。そこで地震の被災者から掘削事業者が訴えられるケースが出ている。出典のケースはオクラホマ州だが、州最高裁で係争中。他にアーカンソー州ではBHPグループとチェサピーク・エナジーが2013年に5家族の訴えに対し非公開の賠償支払い額で和解している。なお、アーカンソーとオハイオ州では州内の一部地区について排液注入を禁止している。
オイルシェール、オイルシェールガス工業は、採掘地域の生態系にも悪影響を与える。まず燃焼と加熱で有害物質が発生する。さらに温室効果ガスも大量に発生する。その発生量は他の化石燃料よりも多い。一部マスコミは二酸化炭素の排出量が25%少ないと報道しているが、質量比較ではなく、単位熱量で換算すると石油や天然ガスより多い。そのため多くの科学者がオイルシェール、オイルシェールガスの採掘と利用に反対している。
アメリカ合衆国で2007年に制定されたエネルギー自給・安全保障法(en:Energy Independence and Security Act of 2007)の第526節では、生産工程で普通の石油よりも多くの温室効果ガスを発生するような油を合衆国政府機関が購入することを禁止している。
現在の技術では、シェール油1バレルの生産には、1〜5バレルもの水が必要である。2007年のアメリカ合衆国土地管理局 (en:Bureau of Land Management) による環境影響評価書 (en:environmental impact statement) によると、露天掘りで1トンのオイルシェールを処理するのに、8〜38リットルほどの水が消費されると述べている。地中で処理する方法を使う場合には、その10分の1が必要と予想されている。水不足の土地に限って、オイルシェール産業を拡大する計画が持ち上がっている。例えば、アメリカ西部、あるいはイスラエルのネゲヴ砂漠などである。